# Agostino Casaroli
Agostino Casaroli (Castel San Giovanni, Itàlia, 24 de novembre de 1914 - Roma, 9 de juny de 1998) va ser un cardenal de la Santa Església Romana, Secretari d'Estat de la Santa Seu entre 1979 i 1990.

## Biografia
Ordenat sacerdot a la diòcesi de Plasencia (Itàlia) el 1937, col·laborà en organismes de la cúria vaticana fins que fou nomenat arquebisbe titular de Cartagena, el 4 de juliol de 1967.
Durant el pontificat de Joan XXIII dugué a terme missions diplomàtiques als antics països socialistes de l'Europa de l'Est, tasca en la qual se situà al capdavant en ésser nomenat per Pau VI secretari d'Afers Extraordinaris (1967), amb l'objectiu de millorar la situació de l'Església Catòlica sota règims comunistes.
El 28 d'abril de 1979 el papa Joan Pau II el va nomenar cardenal i secretari d'estat del Vaticà, càrrec que ocuparia fins al 1990. El 1984 fou nomenat prefecte del Consell per als Afers Públics de l'Església. El 1985 fou nomenat cardenal bisbe.